# Cadena de Steiner

Una cadena de Steiner con doce círculos (n = 12).

En geometría, una cadena de Steiner es un conjunto de n círculos, para los que se cumple:
1. n es finito
2. los círculos son tangentes a otros dos círculos que no se tocan entre sí
3. cada círculo de la cadena es tangente al círculo anterior y al siguiente y
4. el primer círculo y el último son tangentes.

Debe su nombre al matemático suizo Jakob Steiner (1796-1863).

## Propiedades
Según el porisma de Steiner, para dos círculos α y β que no se tocan entre sí, si existe una cadena de Steiner, entonces es posible crearla comenzando con cualquier círculo tangente a α y β. Si δ es la distancia inversiva entre α y β y
{\displaystyle \delta =2\ln \left(\sec {\dfrac {\pi }{n}}+\tan {\dfrac {\pi }{n}}\right),}
entonces existe una cadena de Steiner.
Como se ha señalado, cuando es posible una sola cadena de Steiner cerrada para dos círculos dados, entonces son posibles infinitas cadenas de Steiner, todas relacionadas por rotación. Sus puntos de tangencia siempre caen en la misma circunferencia. Si los dos círculos dados están anidados, uno dentro del otro, los centros de los círculos de la cadena de Steiner caen sobre una elipse; de lo contrario, caen en una hipérbola

## Tipos de cadenas
| | | | |
| Cuando es posible una cadena de Steiner cerrada para dos círculos dados (azul), entonces son posibles infinitas cadenas de Steiner, todas relacionadas por rotación | Los siete círculos de esta cadena de Steiner (negro) son externamente tangentes al círculo interno dado (rojo) pero internamente tangentes al círculo externo dado (azul) | Los siete círculos de esta cadena de Steiner (negro) son externamente tangentes a ambos círculos dados (rojo y azul), que se encuentran uno fuera del otro | Siete de los ocho círculos de esta cadena de Steiner (negro) son externamente tangentes a ambos círculos dados (rojo y azul); el octavo círculo es internamente tangente a ambos |

## Propiedades respecto a la inversión
| | | | |
| Dos círculos (rosa y cian) que son internamente tangentes a ambos círculos dados y cuyos centros están alineados con el centro de los círculos dados se intersecan en el ángulo 2θ | Bajo inversión, estas líneas y círculos se convierten en círculos con el mismo ángulo de intersección, 2θ . Los círculos dorados intersectan los dos círculos dados en ángulos rectos, es decir, ortogonalmente | Los círculos que pasan a través de los puntos tangentes mutuos de los círculos de la cadena de Steiner son ortogonales a los dos círculos dados y se intersectan entre sí en múltiplos del ángulo 2θ | Los círculos que pasan por los puntos tangentes de los círculos de la cadena de Steiner con los dos círculos dados son ortogonales a los últimos y se intersecan en múltiplos del ángulo 2θ |